# Ernest Just
Ernest Erwinowycz Just, ukr. Ернест Ервінович Юст, ros. Эрнест Эрвинович Юст, Ernest Erwinowicz Just, węg. Ernő Juszt (ur. 17 czerwca 1927 w Użhorodzie, zm. 21 kwietnia 1992 w Peczu) – ukraiński piłkarz pochodzenia węgierskiego, grający na pozycji pomocnika, reprezentant Związku Radzieckiego, trener. Od 2000 prowadzony turniej piłki nożnej jego imienia.

## Kariera piłkarska

### Kariera klubowa
Wychowanek drużyny Ungvári MTE, skąd w 1946 trafił do drugoligowej drużyny Spartaka Użhorod. W listopadzie 1948 roku został zaproszony do Dynama Kijów, z którym zdobył puchar krajowy w 1954. Po dziewięciu sezonach w Dynamie w 1957 wrócił do Spartaka Użhorod, w którym w 1960 zakończył karierę piłkarską w wieku 33 lat.

## Kariera trenerska
Po zakończeniu kariery zawodniczej pracował jako asystent trenera w klubach Werchowyna Użhorod, Awanhard Tarnopol oraz Karpaty Lwów (od momentu założenia klubu). W 1969 został głównym trenerem Karpat, z którym zdobył puchar krajowy. Jako jedyna drużyna spoza pierwszej ligi w historii radzieckiej piłki nożnej, której udało się zdobyć Puchar ZSRR. W latach 1972–1973 był też jednym z trenerów w internacie sportowym we Lwowie i asystentem trenera w Karpatach w 1973. W latach 1974–1978 ponownie na stanowisku głównego trenera w Karpatach. Potem znowu praca w internacie sportowym we Lwowie (1978–1987). Po rozpadzie ZSRR wyjechał do historycznej ojczyzny Węgier. W 1992 zmarł w wieku 64 lat.

## Sukcesy i odznaczenia

### Odznaczenia
- tytuł Mistrza Sportu ZSRR: 1962
- tytuł Zasłużonego Trenera Ukraińskiej SRR: 1970